# Örebro tingslag
Örebro tingslag var ett tingslag i Örebro län i Östernärkes domsaga. 
Tingslaget bildades 1680 i Södra Närkes domsaga,  Tingslaget upphörde den 1 januari 1904 då det uppgick i Glanshammars och Örebro tingslag.

## Omfattning

### Socknarna i häraderna
- Örebro härad